# Rafaela
Rafaela è una città dell'Argentina situata nel centro-ovest della provincia di Santa Fe. È il capoluogo del dipartimento di Castellanos e allo stesso tempo è il terzo centro urbano più popolato e importante della provincia, dopo Rosario e la capitale provinciale, Santa Fe. È conosciuta come "La Perla dell'Ovest" per le sue bellezze naturali, culturali e architettoniche. La popolazione stimata della città nel 2022 era di 111.000 abitanti, secondo il rapporto dell'indagine socioeconomica dell'ICEDeL, l'istituto statistico della città.
Il nome trae origine da donna Rafaela Rodriguez de Egusquiza, moglie di uno dei terratenenti sui cui possedimenti sarebbe successivamente nata e si sarebbe sviluppata Rafaela. Per tale motivo venne scelto, come protettore della città, san Raffaele arcangelo, la cui festa viene celebrata il 24 ottobre di ogni anno con grande solennità.
Rafaela è situata nel centro-ovest della provincia di Santa Fe, lungo la Strada Nazionale 34. Si trova a 96 km a nord-ovest della città di Santa Fe, a 234 km da Rosario, a 292 km da Córdoba e a 530 km dalla Città di Buenos Aires. Inoltre, la sua posizione è strategica per i porti del Pacifico, poiché si trova sulla rotta commerciale verso questi, grazie alla sua vicinanza alla Strada Nazionale 19.
Dal punto di vista economico, si distingue per la sua produzione industriale metalmeccanica e lattiero-casearia, trovandosi nel cuore del bacino lattiero, il più grande e ricco del paese, che costituisce il suo principale capitale. La città è una "Porta verso il mondo" per quanto riguarda il collegamento delle sue industrie con la maggior parte dei paesi americani, europei, dell'Estremo Oriente e dell'Asia Minore.
Nell'ambito culturale, è conosciuta come la "Capitale del Teatro" per il numero di teatri storici come il Centro Ciudad de Rafaela, con la sua Sala Juan B. Lasserre - che risale al 1932 - o la Società Italiana, centri culturali come il Centro Cultural La Máscara - creato nel 1996 -, anfiteatri e sale espositive, ma soprattutto per il rinomato e tradizionale Festival del Teatro di Rafaela che si svolge dal 2005.

## Storia

### I primi colonizzatori
L'abitato sorse nel 1881, grazie ad un impresario di origine svizzera (nato in Germania), Guglielmo Lehmann, che aveva avuto in concessione, dai latifondisti della zona, un'ampia estensione di terreno adibito a pascolo (oltre quindicimila ettari), l'aveva lottizzata e poi venduta, a prezzi modici, a coloro che ne avevano fatto richiesta. I lotti erano suddivisi in rurali e urbani. Il primo stock di lotti fu ceduto a 63 acquirenti, nella quasi totalità italiani; fra questi avevano un'assoluta preponderanza i piemontesi (agricoltori soprattutto) e, in minor misura i lombardi (dediti in particolare al commercio). Era presente fra essi un solo meridionale, Nicola Caciolo, nativo di Montagano, in Molise. Laureatosi in medicina a Napoli, nel 1861, e successivamente emigrato in Argentina, fu il primo medico di Rafaela. Della prima ondata di colonizzatori facevano parte anche due famiglie svizzere e una francese. Solo un paio d'anni più tardi, allorché furono messi in vendita i lotti residui, si iniziarono a incorporare alla popolazione primigenia italiani di altre regioni, argentini ed europei dalle più svariate provenienze (spagnoli soprattutto, ma anche svizzeri e francesi) che però non riusciranno mai a sovvertire il peso demografico ed economico della comunità italiana radicata nel territorio

### Primo sviluppo della cittadina
Lo sviluppo di Rafaela fu relativamente rapido. La popolazione era costituita, alla fine del 1881, dalle 63 famiglie che avevano acquistato i primi lotti messi in vendita da Lehmann. Due anni più tardi si contavano in città 427 abitanti che, nel 1886 ascendevano a 1.687. In quello stesso anno Rafaela si costituì in comune. All'epoca già funzionavano in città una scuola primaria, gestita da una coppia di insegnanti spagnoli (i coniugi Acha), due mercerie, un panificio, una modesta fabbrica di liquori, un negozio di vetri e pitture e altri stabilimenti commerciali. Qualche anno prima si era provveduto alla nomina (1882) di un giudice di pace, il tedesco Peter Pfeiffer che però risiedeva in una cittadina vicina. Costui venne sostituito nel 1885 dal medico del paese, Nicola Caciolo. Nel 1886, in concomitanza con l'erezione di Rafaela a comune, le autorità provinciali decisero di creare un commissariato di polizia in città e l'avvenimento fu salutato con giubilo dalla popolazione costretta a difendersi per proprio conto dai gauchos malos, come venivano definiti i mandriani creoli dediti al banditismo (gli indios locali erano stati in massima parte sterminati nel decennio precedente).
Negli anni 1886 e 1887 Rafaela venne collegata per ferrovia sia alla città di Santa Fe che alla provincia limitrofa di Córdoba e ciò diede un ulteriore impulso allo sviluppo del centro abitato, nel quale venne aperto persino uno sportello bancario. Ultima ad essere costruita fu una chiesa, nel 1887, inaugurata dal primo parroco di Rafaela, Francesco Palmieri, anch'egli italiano, nominato dalla lontana diocesi di Paraná, che aveva all'epoca la giurisdizione ecclesiastica sulla massima parte del territorio santafesino.

### Da comune a municipio
Nel 1891 Rafaela divenne capoluogo del dipartimento Castellanos, costituito, per scorporo, con parte delle terre appartenenti al Dipartimento de Las Colonias. Negli anni successivi vennero create le prime scuole secondarie pubbliche, fu installata l'illuminazione elettrica nelle strade (1899) e fu edificato (1905) il primo ospedale cittadino. Lo sviluppo industriale, agricolo e commerciale procedette, fra la fine dell'Ottocento e gli inizi del Novecento, di pari passo con quello urbano.
Nel 1912 le autorità provinciali ordinarono un censimento limitatamente all'area di Rafaela per stabilire se il comune riunisse i requisiti per divenire municipio. Furono conteggiati 8.422 residenti e, pochi mesi più tardi, il 23 gennaio 1913, venne disposto che il comune si fregiasse del titolo di città, dotandosi di un Consiglio municipale con competenze ben più ampie che in passato. Quest'ultimo era composto in massima parte da italiani: accanto all'Intendente (sindaco di grado superiore) Manuel Gimenez, di nazionalità argentina, e a uno dei Consiglieri, Nicolàs Gutierrez, nativo di Burgos, in Spagna, sedevano Carlo Magnaschini, piemontese, Emilio Galassi, lombardo, Edoardo Chiarella, ligure di Chiavari e Antonio Cossettini, nato ad Aviano, in Friuli. Due anni più tardi Gimenez fu sostituito dal piemontese Daniele Candiotti e da allora si alterneranno alla guida del Municipio intendenti il più delle volte italiani o di origine italiana (Tettamanti, Sacripanti, Zobboli, Maggi, Garbaudo, ecc.).

### Le associazioni di mutuo soccorso
Grande sviluppo ebbe a Rafaela, sul finire del XIX secolo e agli inizi di quello successivo, l'associazionismo nato con finalità assistenziali e di mutuo soccorso, sulla base dell'appartenenza etnica. Tale associazionismo era sorto per sopperire ad alcune importanti lacune legislative, presenti nell'ordinamento argentino (e in quelli europei del tempo), relative all'assistenza sanitaria gratuita, alla previdenza sociale e al lavoro (con particolare riguardo alla sicurezza sul posto di lavoro e agli ammortizzatori sociali in caso di disoccupazione o infortunio). Nel 1890 venne aperta la prima associazione mutualistica locale: la Società di Mutuo Soccorso Vittorio Emanuele II che raccolse gran parte degli italiani del comune. Suo primo presidente fu Nicola Caciolo che aggiunse questo incarico a quelli di medico condotto e di giudice di pace, che già ricopriva. Pochi mesi più tardi anche la colonia svizzera, seppur numericamente più modesta di quella italiana, aprì un proprio circolo con finalità mutualistiche, L'union, presieduto da Pierre Avanthay, uno dei pochi non italiani presenti sul territorio fin dal 1881, anno in cui era stata fondata la città. Gli spagnoli residenti, nonostante rappresentassero il secondo gruppo etnico locale dopo quello italiano, costituiranno una propria associazione di mutuo soccorso solo nel 1910, quando già iniziavano a profilarsi i primi, timidi interventi legislativi in campo pensionistico e assistenziale sia da parte delle autorità statali che provinciali.
Le associazioni mutualistiche svilupparono anche attività ricreative e sociali, e talvolta ebbero anche la funzione di coltivare e diffondere la lingua e la cultura del paese di appartenenza dei suoi membri non solo a livello locale, ma anche provinciale. È questo il caso della Società di Muto Soccorso Vittorio Emanuele II di Rafaela, che nel corso della sua lunga storia, dopo essersi dotata di strutture adeguate, fra cui un teatro di sua proprietà, organizzò un gran numero di spettacoli con artisti italiani, corsi di lingua italiana, commemorazioni e manifestazioni di varia natura, cui parteciparono ospiti illustri provenienti dall'Argentina e dall'Italia. Fra questi ultimi si ricordano il principe Luigi Amedeo di Savoia-Aosta, Duca degli Abruzzi, il marchese Malaspina, all'epoca ministro degli esteri italiano, il generale Enrico Caviglia ed altri. All'inizio degli anni venti del Novecento venne creata una seconda associazione italiana dal friulano Antonio Cossettini (succeduto a Nicola Caciolo come presidente della Società di Mutuo Soccorso Vittorio Emanuele II) denominata Figli d'Italia e caratterizzata da un notevole impegno di carattere sociale e umanitario nei confronti dei poveri e dei bisognosi residenti sia in città che nel circondario.

### Dalla Grande guerra all'epoca peronista
Secondo le rilevazioni del censimento del 1914, la città aveva quasi raggiunto i 10 000 abitanti (9 698 per l'esattezza), attestandosi fra le sei città più popolose della provincia di Santa Fe. L'economia era ancora essenzialmente rurale, anche se le attività terziarie avevano avuto un notevole sviluppo. Rafaela era infatti divenuta il massimo centro di distribuzione dell'area santafesina centro-occidentale, con una influenza che andava ben al di là della sua provincia di appartenenza e che si irradiava su alcuni dipartimenti della provincia di Córdoba (fra cui San Francisco, anch'esso colonizzato in massima parte da italiani). Pur essendo sorte, fin dagli inizi del Novecento, alcune importanti industrie legate al settore agropecuario (caseifici, zuccherifici, fabbriche di farina ecc.) Rafaela non si era dotata ancora di strutture industriali adeguate, dipendendo in larga misura, per l'approvvigionamento dei manufatti di cui aveva bisogno, dai grandi centri di Buenos Aires e Rosario e dalle importazioni estere (Stati Uniti d'America ed Europa). La Grande guerra mise a nudo l'inadeguatezza del settore secondario di Rafaela, paralizzando non solo le importazioni di beni strumentali e di consumo dall'Europa, ma anche il flusso di capitali (britannici soprattutto) necessari per investimenti produttivi. Per quattro lunghi anni si assistette pertanto a una stagnazione generalizzata dell'economia cittadina e di quella della sua provincia di appartenenza.
Gli anni venti e trenta segnarono il definitivo affermarsi di Rafaela come terzo polo demografico, industriale e commerciale della provincia subito dopo Rosario e Santa Fe. Le precedenti industrie alimentari vennero ampliate e diversificate. Si introdussero le prime fabbriche di congelati (prima fra tutte la Lario, fondata da un comasco, Fasoli), le prime industrie meccaniche e tessili e quelle di materiali edili. Venne creato un importante Istituto tecnico per formare personale qualificato per l'industria (Escuela Industrial, oggi Centro Industrial y Comercial de Rafaela)) e una scuola di specializzazione agraria.
Lo sviluppo industriale si accompagnò a Rafaela con quello sociale e culturale. Alla vigilia della seconda guerra mondiale (1939-1945) funzionavano in città due conservatori di musica (Mozart e Giuseppe Verdi), due biblioteche (la Agustin Alvarez, e la Sarmiento), due teatri (di cui uno appartenente alla Società di Mutuo Soccorso Vittorio Emanuele II). In quegli stessi anni era stata aperta una casa di riposo per anziani indigenti costruita con il decisivo apporto di capitali privati oltreché pubblici.
Un'ulteriore espansione della città e il parallelo consolidamento delle sue strutture industriali, commerciali ed agricole si ebbe in epoca peronista, con l'affermarsi della Cuenca lechera (in italiano Conca lattifera) di cui Rafaela era il centro più importante, come una delle massime realtà agropecuarie del paese.

### Dalla caduta di Perón ai giorni nostri
L'espansione della città continuò anche in epoca post peronista. I 23.665 abitanti del 1947 raddoppiarono quasi nei due decenni successivi (44.361 nel 1960) per poi stabilizzarsi su ritmi di crescita elevati, ma inferiori al passato (bisognerà attendere il 2004 e cioè 44 anni per vedere nuovamente raddoppiata la popolazione di Rafaela). Fra gli anni cinquanta e settanta oltre alla costituzione di un'ampia zona industriale alle porte della città, sviluppatasi a dismisura negli ultimi decenni (550% fra il 1971 e il 2000) vennero costruite strutture ricreative e sportive (fra cui un eccellente Autodromo), e culturali (due musei: il Museo Historico Municipal e il Museo de Bellas Artes Urbano Poggi.
I difficili momenti vissuti dall'Argentina agli inizi del XXI secolo si ripercossero negativamente anche sulla città santafesina che però riuscì in qualche modo ad attenuare gli effetti deleteri della crisi grazie al proprio potenziale economico e soprattutto umano. Già nel 2006, all'indomani di uno dei periodi più bui della storia Argentina degli ultimi vent'anni (il tristemente noto corralito) l'industria locale mostrava i segni di una prima, decisiva ripresa e l'occupazione era tornata a crescere al ritmo degli anni novanta. Intervistati alcuni anni or sono dal Clarin, uno fra i più diffusi quotidiani argentini, i Rafaelinos dichiararono che il proprio spirito imprenditoriale era dovuto ai primi coloni europei, piemontesi soprattutto, che avevano fatto del lavoro quasi una rigida religione puritana

## Geografia
Secondo il Comune di Rafaela, la città ha una popolazione di 103.000 abitanti, e il 46,5% della popolazione ha meno di 30 anni. Si trova nel centro-ovest della provincia di Santa Fe, e dista 96 km dalla città di Santa Fe, 234 km da Rosario, 292 km da Córdoba e 530 km dalla Città di Buenos Aires (Capitale della Repubblica Argentina).

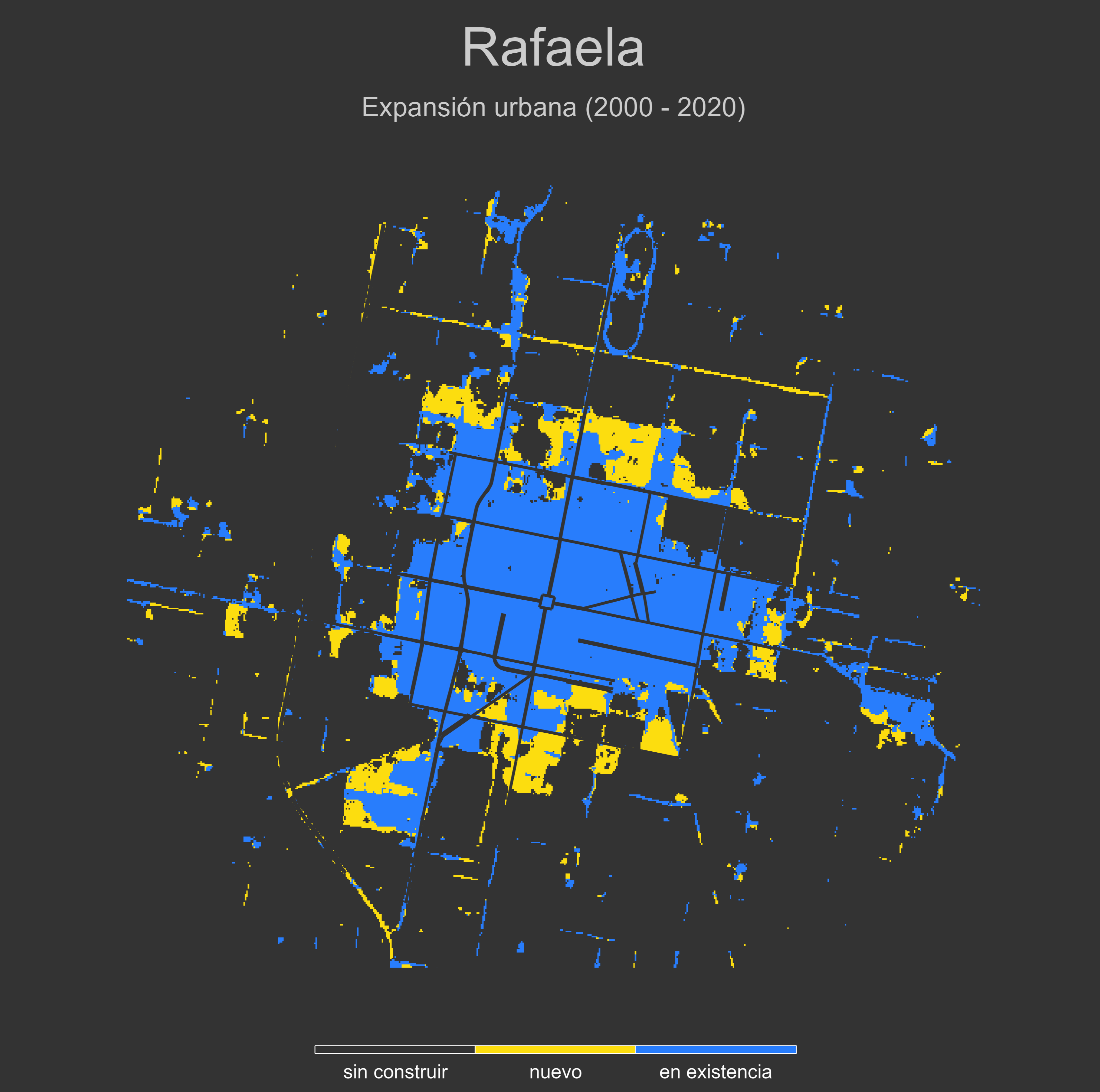
Espansione dell'area urbana di Rafaela 2000 - 2020

In generale, l'area urbana si estende sulla pianura pampeana, in quella che è conosciuta come pampa depressa. Il terreno centrale della città è più alto rispetto ai dintorni, la pendenza diminuisce verso nord e verso sud. Queste depressioni sono i dislivelli naturali attraverso i quali l'acqua scorre verso est, parte del bacino del Salado, per questo motivo sono stati costruiti canali su entrambi i lati della città, con disposizione ovest-est. Nel caso del canale sud, questo è stato interrato per quasi tutta la sua estensione nella zona urbana.
La disposizione della città è a scacchiera con una piazza centrale di quattro isolati di estensione e quattro viali che partono da essa. La geografia urbana è omogenea, tranne nella zona nord-ovest dove le strade diventano diagonali. Questo cambiamento brusco è dovuto all'Avenida Mitre che fu realizzata per accorciare il percorso verso le stazioni ferroviarie quando il treno arrivò a Rafaela. Ciò ha dato una fisionomia diversa a un'ampia zona della città.
La città confina a sud con Susana a 12 km, a nord con Lehmann a 12 km, a ovest con Presidente Roca a 12 km e a est con Bella Italia a 12 km dalla sua piazza principale 25 de Mayo, formando con queste località l'Agglomerato di Rafaela. Conta 37 quartieri e un microcentro. La Strada Nazionale 34 è stata rifunzionalizzata nel suo passaggio per la città, trasformandola in un viale con aiuole centrali in tutta la sua estensione e unendo i quartieri situati a ovest della stessa.
A differenza di molte altre città argentine di dimensioni simili, Rafaela non si trova su una costa o una riva, condividendo questa caratteristica con la vicina San Francisco.

## Architettura e fisionomia urbana
Rafaela mantiene un profilo di case basse e un marcato contrasto di stili tra i suoi quartieri. Nelle prime zone a svilupparsi, come l'area della piazza principale "25 de Mayo", per esempio, si notano ancora vestigia delle prime case. Inoltre, quartieri antichi come San Martín (il più antico della città), 9 de Julio, Sarmiento, Villa Rosas o Alberdi, che furono i primi a formarsi, contano anche case dell'epoca di fine.

Attualmente, la città conta più di 15 torri che superano i 10 piani e vari altri edifici di altezza. Sull'avenida Mitre si trovano le due torri più alte della città: la Torre Piamonte e la Torre Mitre, entrambe di 20 piani e 65 metri di altezza. 

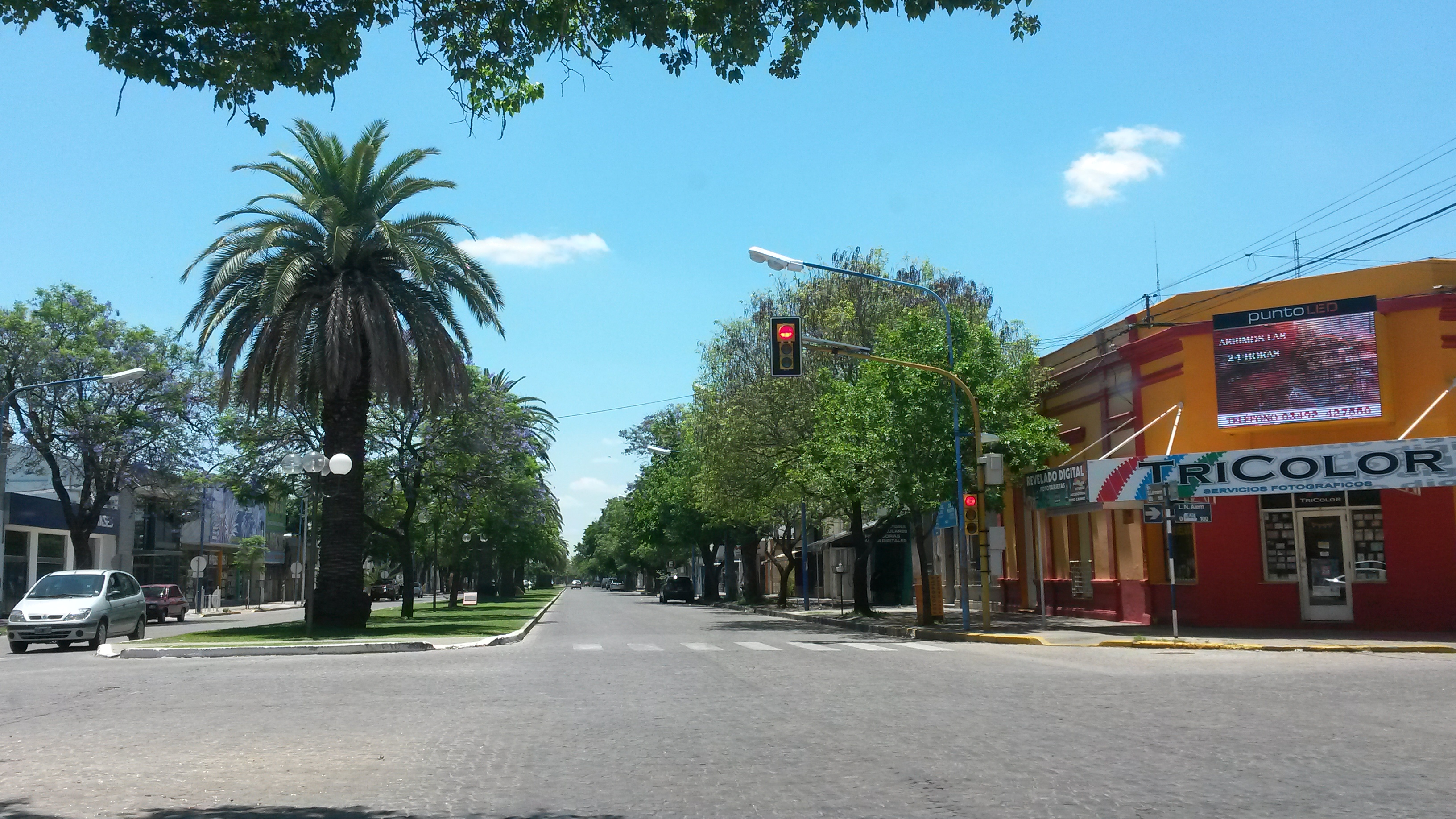
Foto del viale Guillermo Lehmann con sampietrini

Nei quattro viali centrali e nelle strade adiacenti, esiste ancora la pavimentazione in sampietrini. La presenza di questa pietra come copertura per le arterie genera ancora oggi polemiche se debba rimanere o essere rimossa. Sebbene il comune la ripari quotidianamente e esistano zone che si trovano in perfetto stato.
Il quadrante compreso tra via Tucumán, i viali Brasil, Aconcagua e il Bv. Santa Fe, che racchiude i quartieri Alberdi, Sarmiento e Villa Rosas, è l'unica zona della città le cui strade vanno in forma diagonale rispetto al resto della città. Secondo la storia pubblicata dalla rivista locale "El Satélite", questo è dovuto al fatto che nell'anno in cui arrivò la ferrovia si doveva costruire in parallelo alle linee ferroviarie, e per questo ancora oggi presenta questa fisionomia.
La prima casa eretta a Rafaela fu quella di un piemontese, Raffaele Podio; l'immobile, che egli stesso si era costruito nella primavera del 1881, utilizzando materiali poveri, era più assimilabile a un rancho che a una vera e propria casa di abitazione. Il suo esempio fu seguito da altri immigrati, soprattutto italiani, che avevano un immediato bisogno di iniziare a guadagnare col lavoro dei campi e di disporre di un tetto sotto il quale ripararsi. Negli anni successivi iniziarono ad essere erette le prime residenze in mattoni, che andarono a sostituire le fatiscenti unità immobiliari che le avevano precedute. Gran parte delle costruzioni di quella non lontanissima epoca e del periodo immediatamente successivo sono andati distrutte, altre hanno subito tante e tali ristrutturazioni e modifiche da essere divenute irriconoscibili. Purtuttavia alcuni vetusti edifici pubblici, stabilimenti commerciali, luoghi di culto e case private sono ancora visibili e visitabili, a testimonianza di una memoria storica particolarmente viva in città e di cui i Rafaelini vanno orgogliosi. Fra questi possiamo segnalare:
- Gli Almacenes Ripamonti (Magazzini Ripamonti) furono edificati nel 1897 con finalità commerciali (deposito di generi alimentari). Più volte ristrutturati, della fabbrica originale non resta che la facciata
- Il Castillo Foti (Castello Foti) fu fatto costruire nel 1954 da Giuseppe Foti, un italiano emigrato in Argentina e sposatosi con una donna del luogo. Si tratta di un finto castello medievale di dimensioni modeste che si ispira ai manieri normanni del mezzogiorno peninsulare
- La Cattedrale di San Raffaele Arcangelo, patrono della città, è un maestoso edificio costruito in stile neoclassico italiano all'inizio del XX secolo.
- Il Bar Palermo Recreo de Italia, è il più antico locale della città. Edificato nel 1891 nel cuore del vetusto quartiere San Martín, funzionò fino agli anni quaranta come sala da ballo, poi, fino alla metà degli anni sessanta, come bar. Ritrovo, da sempre, degli immigrati italiani, è considerato il simbolo stesso della Rafaela di fine Ottocento
- L'Hospital Jaime Ferrer (Ospedale Jaime Ferrer) fu inaugurato nel 1905 come Hospital de Caridad. Inizialmente gestito da privati, passò allo Stato nel settembre del 1939 e fu ribattezzato con il nome con cui si conosce attualmente. L'edificio presenta una curiosa architettura eclettica, che destò una certa perplessità all'epoca. Oggi fa parte del paesaggio urbano della città ed è particolarmente amato dai rafaelini
- La Jefatura de Policía (Commissariato di Polizia), fu il primo edificio pubblico di un certo rilievo della città. Venne ultimato nel 1891, pochi mesi più tardi del Bar Palermo Recreo de Italia
- Il Mercado central (Mercato centrale) eretto in stile modernista nel 1928 funzionò come tale fino al 1971. Attualmente è adibito a stazione di autobus

## Economia
Si distingue per la sua produzione industriale metalmeccanica e lattiero-casearia. Si trova nel cuore del bacino lattiero, il più grande del Sudamerica, costituendosi come sua principale capitale.
Inoltre, le altre attività di importanza sono l'agricoltura e l'allevamento. Rafaela dispone di un parco industriale attivo che recentemente si è espanso con la creazione del Parco di Attività Economiche di Rafaela (PAER) 12 dove si trova localizzato l'Istituto Tecnologico Rafaela (ITEC).

## Sport

### Calcio

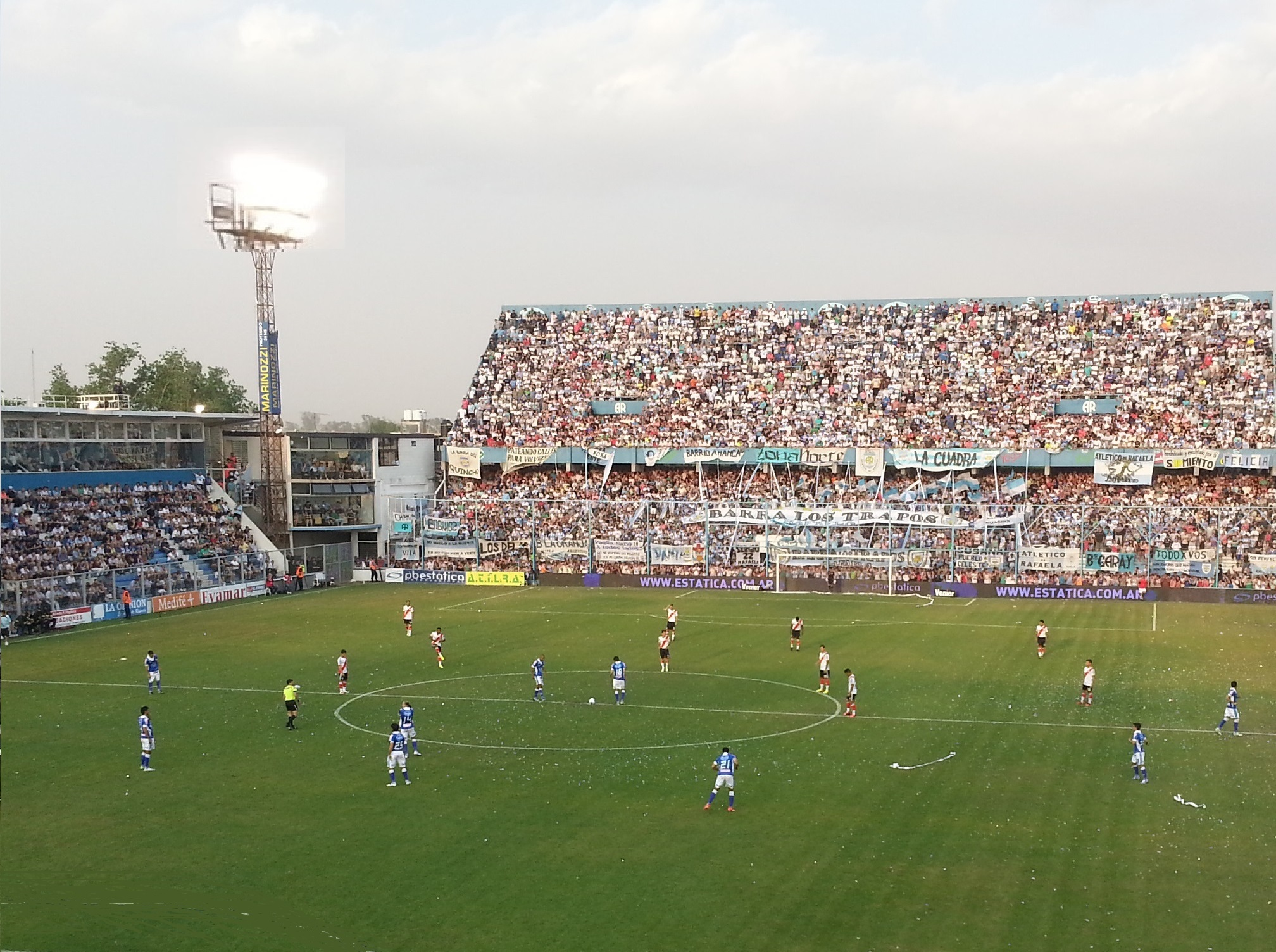
Stadio Club Atlético de Rafaela

Come nella maggior parte del paese, il calcio è lo sport più popolare e con maggior seguito.
Le principali squadre di calcio della città sono:
- Atlético de Rafaela, che ha partecipato al torneo della Primera División de Argentina, nei tornei del 2003/2004, risalendo nuovamente nel 2011 fino al 2017 quando è retrocesso in Primera B Nacional.
- Club Sportivo Ben Hur che tra il 2005 e il 2008 ha partecipato alla Primera B Nacional e attualmente compete nel Torneo Regional Federal Amateur.
- Club Atlético Nueve de Julio si trova nel Torneo Federal A.

| Club                                                     | Fondazione | Lega                            | Stadio                   | Capacità |
| -------------------------------------------------------- | ---------- | ------------------------------- | ------------------------ | -------- |
| Asociación Mutual Social y Deportiva Atlético de Rafaela | 1907       | Primera B Nacional              | Nuevo Monumental         | 20.660   |
| Club Atlético 9 de Julio                                 | 1904       | Torneo Federal A                | Germán Solterman         | 8.000    |
| Club Sportivo Ben Hur                                    | 1940       | Torneo Regional Federal Amateur | Néstor Zenklusen         | 11.500   |
| Club Peñarol                                             | 1936       | Torneo Regional Federal Amateur | República de Villa Rosas | 2.000    |
| Club Sportivo Norte                                      | 1931       | Torneo Regional Federal Amateur | Sportivo Norte           | 1.400    |
| Club Atlético Ferrocarril del Estado                     | 1939       | Torneo Regional Federal Amateur | Los Nogales              |          |
| Club Atlético Argentino Quilmes                          | 1916       | Liga Rafaelina                  | Agustín Giuliani         | 4.000    |
| Club Atlético Juventud                                   | 1905       | Liga Rafaelina                  |                          |          |

Come altre città, possiede la propria lega di calcio, la Liga Rafaelina de Fútbol. Di questa fanno parte club delle città di Rafaela e Sunchales e anche squadre di paesi della zona. È composta da tre categorie: Prima A, Prima B; divisa in Zona Nord e Zona Sud, e Prima C.

### Pallacanestro
Per quanto riguarda la pallacanestro si è distinto Ben Hur, che ha gareggiato nella prima divisione della Liga Nacional de Básquet, in cui ha ottenuto un campionato e il titolo di campione nella Liga Sudamericana de Básquet.

### Automobilismo

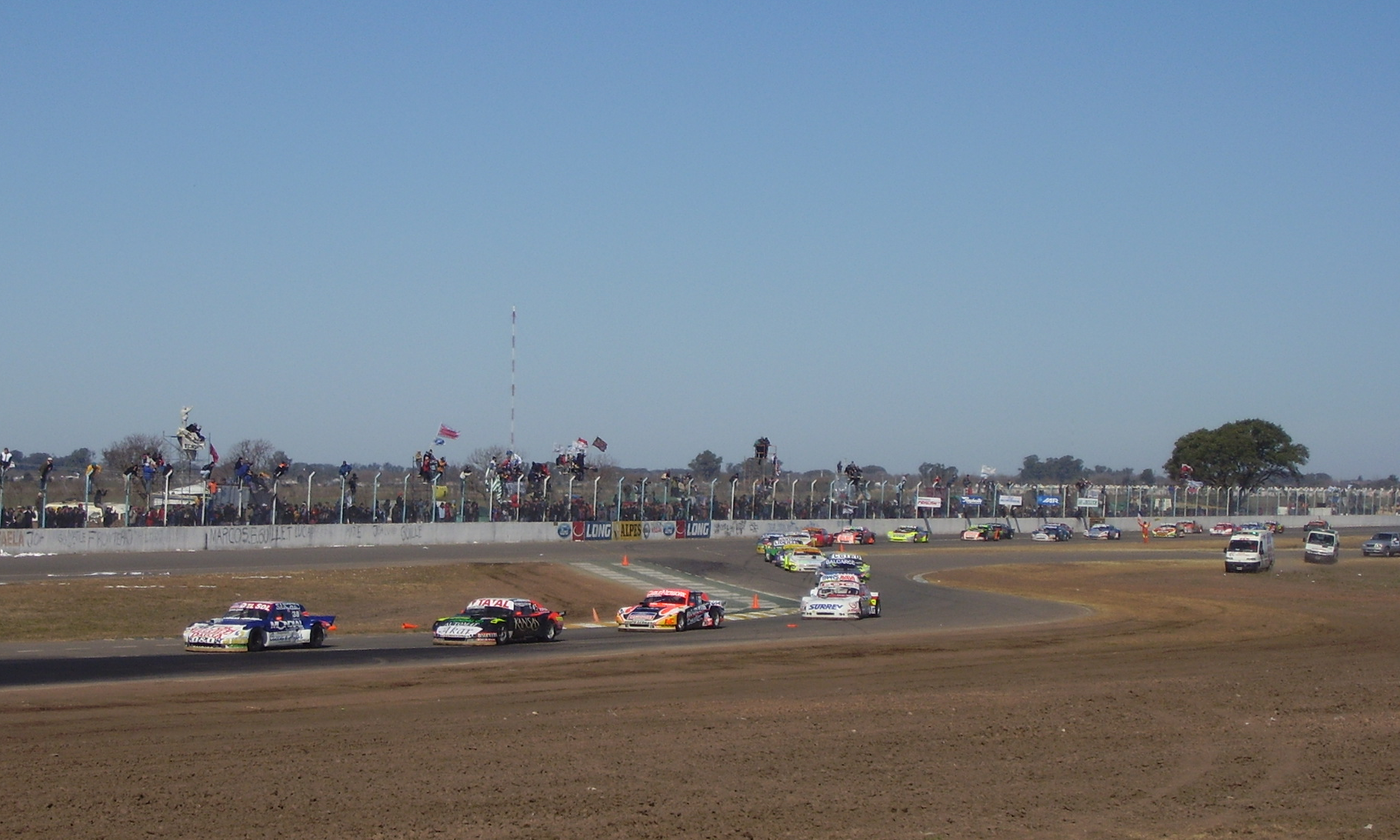
Autodromo Città di Rafaela durante una competizione del Turismo Carretera nel 2007.

Il Club Atlético de Rafaela ha organizzato gare automobilistiche dal 1919. Le 500 Miglia Argentine si sono disputate lì dal 1954 al 1975. Il club ha inaugurato l'Autodromo Città di Rafaela nel 1953, che è stato sede di competizioni come il Turismo Carretera e il TC 2000.
Lo stesso è riconosciuto popolarmente come "il tempio della velocità" a causa della sua caratteristica forma ovale, dove è stato stabilito il record argentino di velocità finale, come quello che appartiene a Gabriel Ponce de León, che a bordo della sua Honda Civic (categoria STC2000) ha raggiunto i 306,38 km/h nel 2012.

### Rugby / Hockey
La città dispone anche di una squadra di rugby chiamata Círculo Rafaelino de Rugby (CRAR). Inoltre, all'interno della stessa istituzione si distinguono le diverse categorie della squadra di Hockey, femminile e maschile, e il rugby femminile. È stata formatrice di tre pumas: Hugo Berra, Mayco Vivas e Pedro Rubiolo.

### Ciclismo
La città dispone di un Velodromo chiamato "Héctor Cassina" nel Club Ciclista di Rafaela che è stato inaugurato nel 1991. Rafaela aveva già un ricco background nel ciclismo su strada e da quel momento ha iniziato a dare forma anche con il velodromo alla formazione di pistard, con molti successi a livello nazionale e internazionale.
Per quanto riguarda il Ciclismo, il ciclista Luis Vegetti è stato scelto come Sportivo dell'Anno 2010, nell'edizione della 14ª Festa dello Sport portata avanti dal Comune di Rafaela. L'evento, con una buona affluenza, si è svolto di fronte all'edificio comunale. Il massimo riconoscimento, come menzionavamo, è andato a Luis Vegetti, il ciclista rafaelino di 44 anni che ha avuto un grande anno. Primi posti nei 750 metri e nella Velocità Olimpica, più un secondo posto nella Velocità Individuale nel Campionato Argentino disputato a Reconquista. Medaglie d'Oro nei 750 metri e nella prova a squadre di Velocità Olimpica nel Panamericano svoltosi a Cuba. Nel Campionato Mondiale Master di Ciclismo, disputato in Portogallo, ha ottenuto il quarto posto nei 750 metri e l'ottavo posto nella competizione di Velocità Olimpica. Questi risultati hanno portato, senza dubbio, Vegetti a consacrarsi come lo sportivo di spicco della città durante quest'anno.

## Educazione e cultura

### Istituzioni Educative

#### Scuole Primarie Pubbliche e Private
- Scuola N.º 21 Libertador General San Martín (adulti)
- Scuola N.º 475 Bernardino Rivadavia
- Scuola N.º 476 Juan Bautista Alberdi
- Scuola N.º 477 Domingo Faustino Sarmiento
- Scuola N.º 478 Villa Rosas
- Scuola N.º 479 Cristóbal Colón
- Scuola N.º 480 Mariano Moreno
- Scuola N.º 481 Bartolomé Mitre
- Scuola N.º 482 Manuel Belgrano
- Scuola N.º 652 Villa Podio
- Scuola N.º 851 Ángela de la Casa
- Scuola N.º 886 Brigadier General Estanislao López
- Scuola N.º 1136 Paul Harris
- Scuola N.º 1186 Dr. Lisandro de la Torre
- Scuola N.º 1247 Centenario de Rafaela
- Scuola N.º 1287 Juan Domingo Perón
- Scuola N.º 1316 Don Tomás
- Scuola N.º 1343 Amancay
- Scuola N.º 1351 Madre Teresa de Calcluta
- Scuola N.º 1359 Juan Bautista Languier
- Scuola N.º 1361 Ángela Peralta Pino
- Scuola N.º 1393 Barrio 2 de Abril
- Scuola N.º 6393 Pablo Pizzurno
- Scuola N.º 6405 Gabriela Mistral
- Scuola Part. Incorp. N.º 1025 Nuestra Señora de la Misericordia
- Scuola Particolare Incorporata N.º 1075 25 de mayo
- Scuola Particolare Incorporata N.º 1108 San José
- Scuola N.º 1331 De la Plaza

#### Scuole Secondarie Pubbliche e Private
- Scuola di Educ. Sec. Orientata N.º 204 Domingo de Oro
- Scuola di Educ. Sec. Orientata N.º 376 Joaquín Dopazo
- Scuola di Educ. Sec. Orientata N.º 428 Luisa Raimondi de Barreiro
- Scuola di Educ. Sec. Orientata N.º 429 Mario Vecchioli
- Scuola di Educ. Sec. Orientata N.º 505 Mahatma Gandhi
- Scuola Secondaria Orientata N.º 613
- Scuola Secondaria Orientata N° 615
- Scuola di Educ. Sec. per Adulti - EESOPA - N.º 1007 Libertad
- Scuola di Educ. Sec. Modalità Tecnico Professionale N.º 460 Guillermo Lehmann
- Scuola di Educ. Sec. Modalità Tecnico Professionale N.º 495 Malvinas Argentinas
- Scuola di Educ. Sec. Modalità Tecnico Professionale N.º 654 Dr. Nicolás Avellaneda
- Scuola di Educ. Sec. Orientata Part. Incorporata N.º 3091 De la Plaza
- Scuola di Educ. Sec. Orientata Part. Incorporata N.º 3128 25 de Mayo
- Scuola di Educ. Sec. Orientata Part. Incorp. N.º 8022 Nuestra Señora de la Misericordia
- Scuola di Educ. Sec. Orientata Part. Incorporata N.º 8140 San José

#### Università Pubbliche
- Università Nazionale di Rafaela UNRaf
- Università Tecnologica Nazionale (UTN) - Facoltà Regionale Rafaela
- Istituto N° 2 de Rafaela

#### Università Private
- U.C.E.S. Universidad de Ciencias Empresariales y Sociales - Sede Rafaela
- U.C.S.E. Universidad Católica de Santiago del Estero - Dipartimento Accademico Rafaela
- U.C.S.F. Universidad Católica de Santa Fe - Sede Rafaela

#### Istituzioni Terziarie Pubbliche
- Ist. Sup. Prof. N.º 2 - Joaquín V. González
- Scuola di Infermieristica - Filiale Rafaela
- I.T.E.C. - Instituto Tecnológico Rafaela

#### Scuole di Educazione Speciale e Centri Speciali
- Scuola Speciale N.º 2079 Discapacitados Auditivos
- Scuola Speciale N.º 1260 A.P.A.D.I.R.
- Scuola Speciale N.º 2027 Melvin Jones
- Scuola Speciale N.º 2107 Discapacitados Visuales Prof. Susana Crespo
- Fondazione Espacios de Aprendizaje y Capacitación
- F.A.D. - Fundación para el Aprendizaje y Trabajo del Discapacitado / Laboratorio Protetto Camino de Luz
- Centro Speciale La Huella
- Scuola Speciale N.º 2082 di Formazione Professionale
- Scuola Speciale N.º 2129 per Disabili Mentali

### Archivi e musei
La città dispone di 11 musei27 che espongono i suoi diversi aspetti culturali e storici. Alcuni dei musei più importanti sono:
- Museo Municipale d'Arte "Dr. Urbano Poggi": Fondato nel 1969, è un esponente dell'arte rafaelina e anche il luogo dove si realizzano le mostre che di solito girano il paese.
- Il Museo della Fotografia, fondato nel 1987. È uno dei primi musei fotografici del paese con installazioni appropriate, poiché dispone di una biblioteca specializzata, un laboratorio, una sala per esposizioni temporanee e un archivio.
- Museo Storico Municipale.
- Museo Municipale Usina del Pueblo.
- L'Associazione dei Ferromodellisti e Amici della Ferrovia ha creato nelle sue installazioni il "Museo Ferroviario di Rafaela".
- Il "Museo della Musica e del Suono", situato in Hipólito Yrigoyen 1653, creato e diretto dal musicista Sergio Grazioli.

### Teatri
- Il "Cinema Teatro Belgrano", aperto nel 1957 è, con i suoi 1500 posti a sedere, il maggiore della città
- Il "Teatro Lasserre", costruito nel 1932, è di dimensioni molto più modeste rispetto al precedente (500 posti a sedere) e si è specializzato nel repertorio teatrale contemporaneo

Fino al 1958 funzionò anche il "Teatro della Società di Mutuo Soccorso Vittorio Emanuele II" andato distrutto in quello stesso anno da un incendio. L'edificio, ricostruito con denaro pubblico nel 1978 ospita attualmente sia il "Centro Cultural Municipal" che la sede della Sociedad Italiana (com'è stata ribattezzata la Società di Mutuo Soccorso Vittorio Emanuele II)

## Trasporti
Il sistema di trasporto pubblico e sociale della città di Rafaela è composto da sei linee di trasporto passeggeri che collegano la città in tutti i suoi punti.

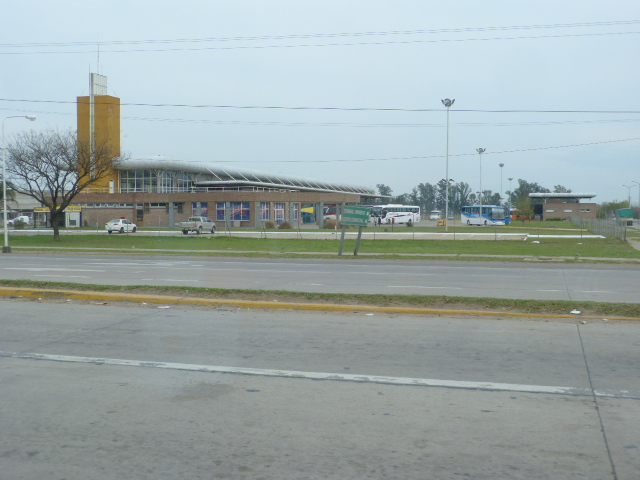
Nuovo terminal degli autobus di Rafaela, sulla RN 34

Rafaela dispone di sei linee di autobus urbani locali che permettono il collegamento dei diversi quartieri con il centro, l'edificio comunale e il Nuovo Terminal degli Autobus, che fino al 2009 si trovava in pieno centro, e attualmente si trova ai margini della Strada Nazionale 34, a nord-ovest di Rafaela. Questo riceve circa 170 viaggi giornalieri.

### Ferrovia
Rafaela è stata un punto importante della rete ferroviaria contando su tre linee, le ferrovie Central Córdoba (FCCC), Provincial de Santa Fe (FCPSF, 1885) e Buenos Aires a Rosario (FCByR, 1887). La stazione del FCByR, poi trasferita al Ferrocarril Central Argentino e attualmente sotto la giurisdizione del Ferrocarril General Bartolomé Mitre, è l'unica operativa al 2009. Le prime due, denominate colloquialmente Central Córdoba e Belgrano, fanno parte della rete del Ferrocarril General Belgrano.
Dalla stazione del Ferrocarril Mitre, in concessione a Nuevo Central Argentino, passano principalmente treni per il trasporto merci (minerali e grani). Il servizio passeggeri, a carico dell'azienda statale Trenes Argentinos Operaciones, collega la stazione di Retiro con San Miguel de Tucumán.
Le linee Central Córdoba e Belgrano oggi sono chiuse a causa della chiusura delle ferrovie del 1992 durante la presidenza di Carlos Menem, anche se esiste un progetto per la riapertura della ferrovia Belgrano, che alla fine tornerebbe a Rafaela.
Nel 1888 fu stabilito il cosiddetto Tram a Vapore di Rafaela, un servizio che collegava la città con altre colonie fino alla località di Vila a ovest.

## Gemellaggio di città
Rafaela è gemellata con le seguenti città del mondo:
- Sigmaringendorf, Germania (dal 1994)
- Fossano, Italia (dal 1997)
- Carcabuey, Spagna (dal 2013)